# Mellisuga minima
El colibrí zumbadorcito (Mellisuga minima), también llamado zumbador verbena, zumbadorcito, zumbaflor o zumbadorcito menor, es una especie de ave apodiforme de la familia Trochilidae —los colibríes— una de las dos pertenecientes al género Mellisuga. Es nativo de las Antillas Mayores, en Jamaica y La Española.

## Distribución y hábitat
Habita en Jamaica y La Española (República Dominicana, Haití e islas adyacentes). Registrado como errante en Puerto Rico.
Esta especie es considerada común y ampliamanente diseminada en la mayoría de los hábitats de sus islas nativas, incluidos jardines, bosque en galería, bosque esclerófilo, matorral-arbusto desértico, bosque seco, jardines, e incluso cantando entre edificios altos en entornos urbanos. El único hábitat en el que no está presente es el bosque montano denso. Desde el nivel del mar hasta los 1600 m de altitud.

## Descripción
Es muy pequeño, mide unos 6 cm de longitud (incluyendo el pico) y su peso no suele rebasar los 2,5 g. De hecho es el segundo colibrí más pequeño del mundo, tras el colibrí zunzuncito (Mellisuga helenae). Sus huevos también están entre los más pequeños de todas las aves, con 1 cm de diámetro y un peso de 0,375 g.

Los machos y las hembras son muy similares en cuanto a la coloración de su plumaje, con el dorso de color verde metálico, el pecho y vientre verde pálido y pico y cola cortas. La principal diferencia morfológica entre ambos sexos es la cola ahorquillada y casi completamente negra de los machos, a diferencia de la de las hembras, más corta, redondeada y con barras blancas en las plumas rectrices exteriores.

## Sistemática

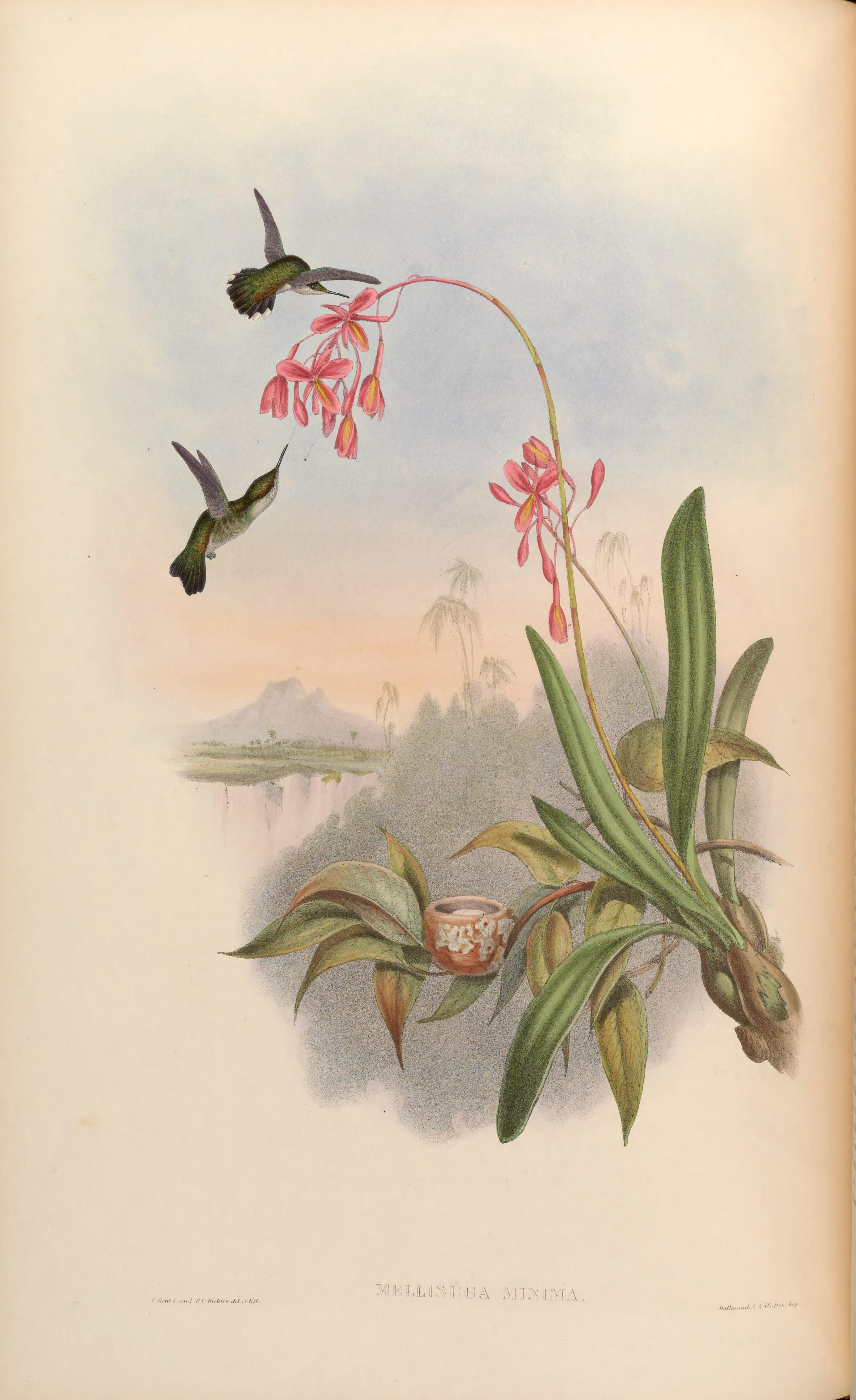
Mellisuga minima, ilustración de Gould y Richter en A monograph of the Trochilidae, or family of humming-birds 3, 1861.

### Descripción original
La especie M. minima fue descrita por primera vez por el naturalista sueco Carlos Linneo en 1758 bajo el nombre científico Trochilus minimus; su localidad tipo es: «América», restringido para «Jamaica».

### Etimología
El nombre genérico femenino «Mellisuga» se compone de las palabras del latín «mel, melis» que significa ‘miel’, y «sugere» que significa ‘chupar’; y el nombre de la especie «minima», proviene del latín «minimus» que significa ‘el menor’.

### Subespecies
Según las clasificaciones del Congreso Ornitológico Internacional (IOC) y Clements Checklist/eBird  se reconocen dos subespecies, con su correspondiente distribución geográfica:
- Mellisuga minima minima (Linnaeus), 1758 – Jamaica.
- Mellisuga minima vielloti (Shaw), 1812 – La Española y las islas cercanas de Tortuga, Guanaba, Vache, Catalina y Saona.

## Galería

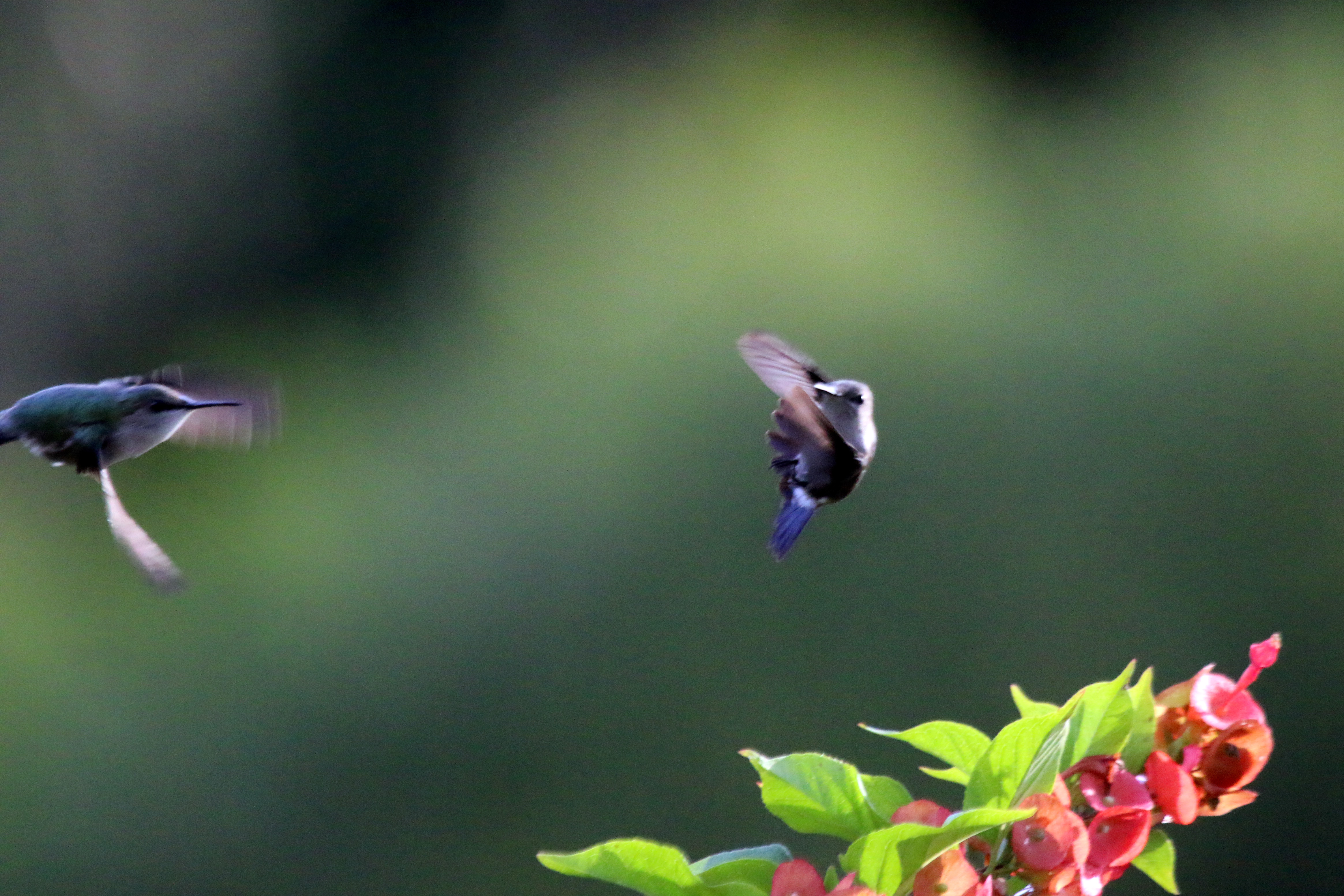
Cortejo, Jamaica.
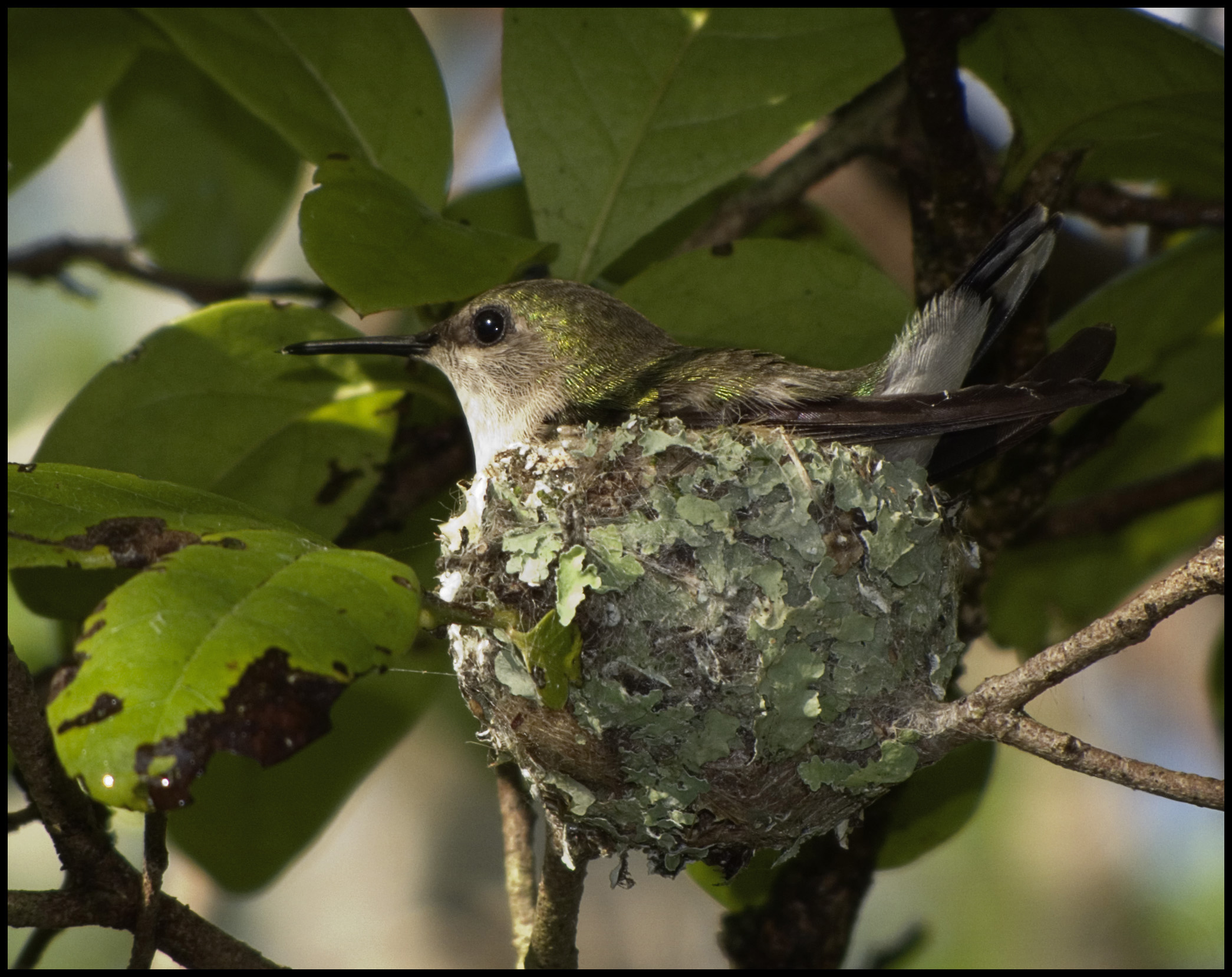
Anidando.
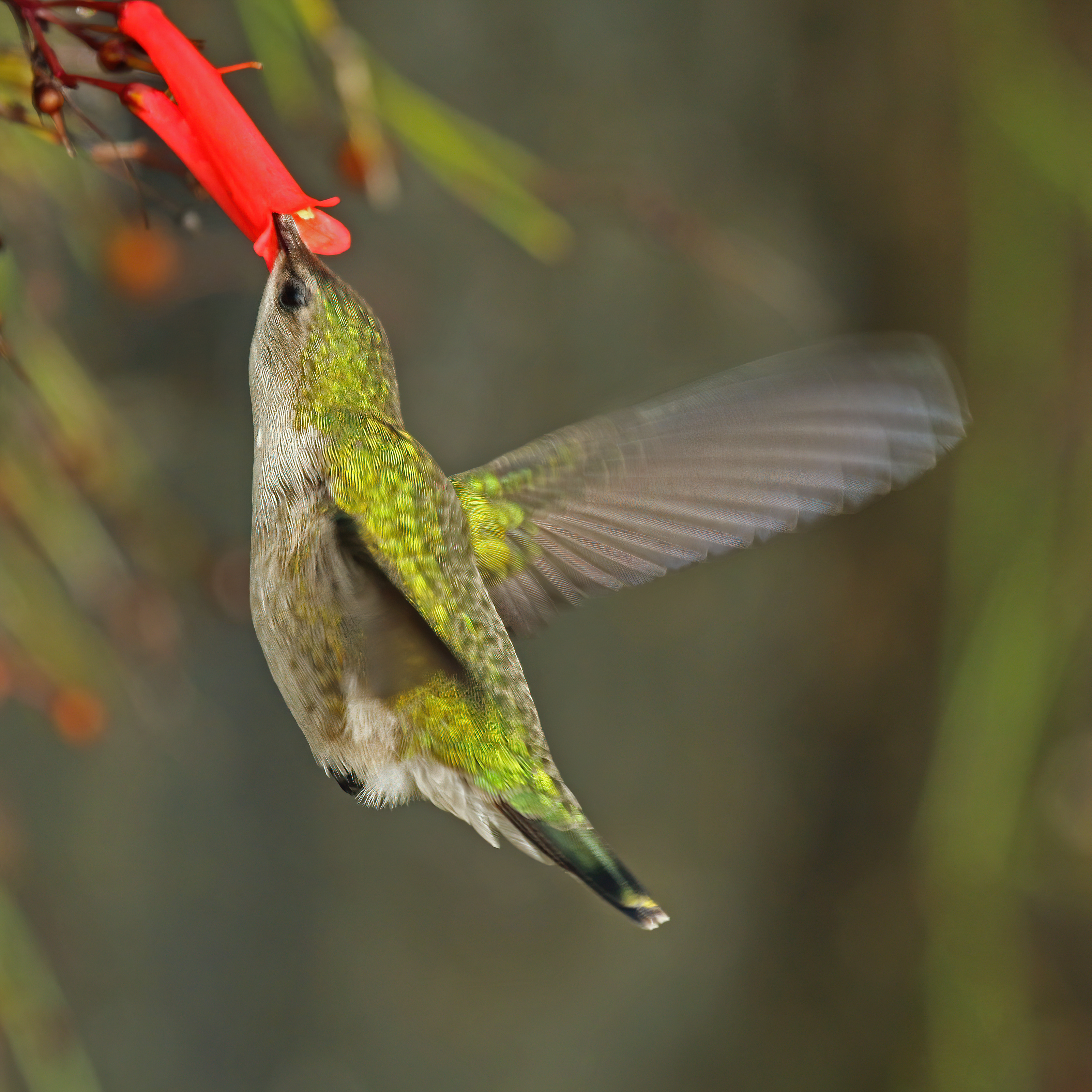
Alimentándose, Jamaica.